# 羅賓斯頓 (緬因州)
羅賓斯頓（英語：Robbinston）是一個位於美國緬因州華盛頓縣的鎮。

## 人口
根據2020年美國人口普查的數據，羅賓斯頓的面積為87.39平方千米，當中陸地面積為73.01平方千米，而水域面積為14.37平方千米。當地共有人口539人，而人口密度為每平方千米6人。